# AB Stockholms stads trädgårdsstäder

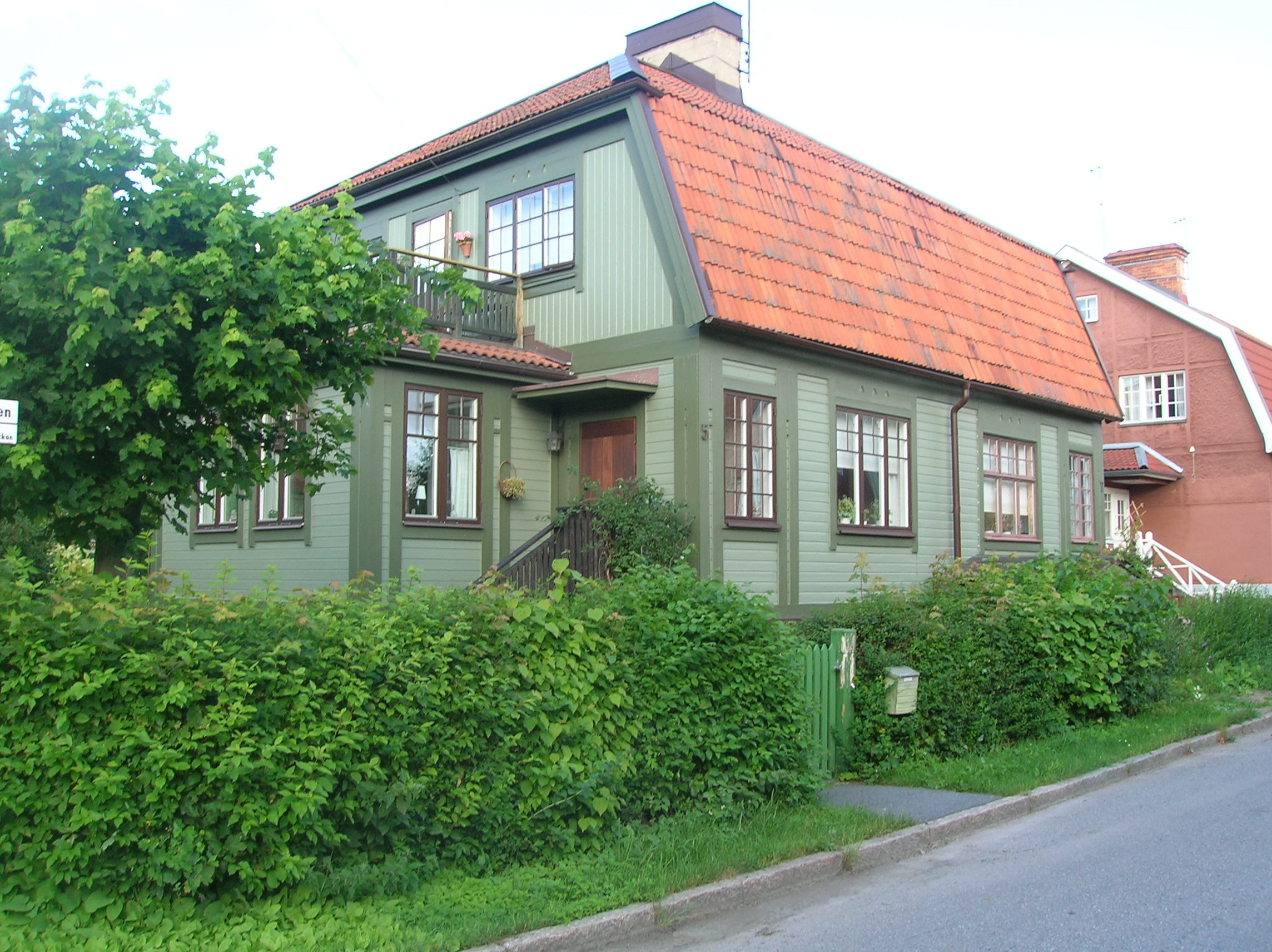
Hustyp V vid Ängsvägen 5-7 Gamla Enskede.

AB Stockholms stads trädgårdsstäder var ett privat byggbolag som bildades 1909 med uppgift att skaffa arbete åt arbetslösa byggarbetare mot att de fick möjlighet att bygga ett eget hem. 
Bolaget, som leddes av finansmannen Henrik Palme svarade för byggmaterial till självkostnadspris. Initiativet ledde till att de första innehavare av småstugor i Enskede bestod huvudsakligen av byggnadsarbetare (38,8%) medan övriga arbetare utgjorde  23%. Bolaget hade sina lokaler vid Vasagatan  4, där det fanns en  numera försvunnen  ljusskylt med text ”Stockholms stads trädgårdsstäder”. I Enskede trädgårdsstad (numera Gamla Enskede) uppträdde AB Stockholms stads trädgårdsstäder även som byggherre, där bolaget tillsammans med AB Hem på landet uppförde 96 stugor.
Vid Ängsvägen och Krokvägen i Gamla Enskede byggde AB Stockholms stads trädgårdsstäder 26 enfamiljs dubbelhus om 3 rum och kök (hustyp V), arkitekt var troligen Rudolf Arborelius.

### Fotnoter
1. ↑  Gamla Enskede, byggnadsinventering 1974, Stockholms stadsmuseum, sida 26, läst 2011-01-28
2. ↑  Levande Stad: Axel Dahlberg (1959), sida 74
3. ↑  Byggnadsvårsföreningen Arkiverad 10 februari 2013 hämtat från the Wayback Machine.